# Anisodes bipunctata
Anisodes bipunctata là một loài bướm đêm trong họ Geometridae.